# Johann Joseph Imhoff (der Jüngere)
Johann Joseph Imhoff der Jüngere (* 18. März 1796 in Köln; † 6. Juli 1880 Köln-Deutz) war ein deutscher Bildhauer.

## Leben
Johann Joseph Imhoff entstammt einer bedeutenden Kölner Bildhauer-(„Bilderbäcker“)-Familie, die in fünf Generationen elf Künstler hervorbrachte. Bereits sein Urgroßvater Alexander Wilhelm Imhoff (1689–1760) war Holzschnitzer und sein Großvater, der ebenfalls Johann Joseph Imhoff (1739–1802) hieß, betrieb mit seinen vier Söhnen eine Tonback-Werkstatt, in der die Kunstwerke gefertigt und anschließend in den Öfen gebacken bzw. gebrannt wurden. Sein Vater war der Bildhauer Peter Joseph Imhoff.
Johann Joseph Imhoff hielt sich 1821/1822 in Paris auf und studierte von 1824 bis 1825 an der Akademie der Bildenden Künste in München. 1828 schuf er eine Büste des Oberpräsidenten Karl von Ingersleben, die allerdings als verschollen gilt. In der Zeit von 1835/1836 hielt er sich in Italien auf und war als Bildhauer und Modelleur tätig.
Es wird berichtet, dass er 1839 und 1848 Statuen und Reliefs mythologischen und religiösen Inhalts in Gips, Marmor und Terrakotta ausgestellt hat. 1844 fertigte er das Grabkunstwerk für seinen Vater auf dem Melaten-Friedhof und er schuf unter anderem die Zentrale Statue auf dem evangelischen Friedhof in Düren, eine überlebensgroße Frauenfigur mit Sanduhr und Schmetterling, sowie 1849 das Modell zu einem Grabmal für Ferdinand Franz Wallraf, in der Colonia sein Büste bekränzt.
1857 trat er in das Atelier Scherf in Kalk als Partner ein, dass sich dann Scherf & Imhoff nannte. Mit diesem Eintritt hat er möglicherweise den Schwerpunkt seiner Arbeit in den Bereich der Ton-Modellierung verlegt, weil er hierzu bei Scherf die erforderlichen Arbeitsbedingungen und technischen Voraussetzungen fand. Dort erhielt er auch seinen eigenen Arbeitsbereich, neben seinem in Köln beibehaltenen. Dieser Schritt erfolgte vermutlich aus Alters-, Gesundheits- und finanziellen Gründen.
Eine Eigenheit war es, dass er sein Fach unter dem Namen seines in weiten Kreisen bekannten Vaters Peter Joseph Imhoff betrieb und seinen Arbeiten sogar mitunter die Bezeichnung P. J. Imhoff, gleich einer merkantilen Firma, eingrub.